# Bahjat
Bahjat (arab. ‏بهجت‎), właściwie Bahjat Ahmed Etorjman, spotykany jest także zapis Bahjat Ahmed Alturjman (arab. ‏بهجت الترجمان‎, ur. 25 czerwca 1995 w Trypolisie) – libijski piosenkarz popowy i synth popowy, twórca tekstów i producent muzyczny odnoszący sukcesy głównie na terenie Malty. Bahjat śpiewa w dwóch językach: angielskim oraz arabskim.

## Życiorys

### Dzieciństwo i edukacja
Bahjat Etorjman urodził się 25 czerwca 1995 roku w stolicy Libii, Trypolisie. W wieku 13 lat zaczął grać na gitarze. Od 15 roku życia zaczął nagrywać covery w serwisie YouTube. W trakcie arabskiej wiosny, w 2011 roku, wraz z rodziną wyemigrował na Maltę (zamieszkał wtedy w Ħamrunie). W tym państwie ukończył szkołę średnią. Jesienią 2017 roku, przez 6 miesięcy uczył się w akademii muzycznej Musikmakarna w północnej części Szwecji. Poznał tam m.in. Maxa Martina i Shellbacka. Następnie przeprowadził się do Sztokholmu. Przeniósł się jednak z opóźnieniem spowodowanym pandemią COVID-19.

### Kariera muzyczna
Pierwszy singiel pt. „Stand Tall” opublikował w 2015 roku. Został on wydany jedynie poprzez serwis SoundCloud. Do utworu powstał teledysk, którego reżyserem był Matthew James Borg. Piosenka dostała się na 7. miejsce maltańskiej listy przebojów Malta's Top 10.

Drugi singiel, „Talk to Me”, wydał w 2016 roku. Stał się on przebojem na terenie Malty osiągając szczyt listy przebojów. 30 października 2017 wydał debiutancki minialbum 3:11 AM. Wtedy także powtórzył sukces – utwór „Say It” z tego krążka również dostał się na 1. pozycję listy przebojów w Malcie.

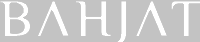
Logotyp Bahjata

W kolejnym roku wydał singiel „Do You Remember Me?” (numer 3. w Malcie) oraz wystąpił gościnnie w utworze Israela Torresa oraz Pako Rodrigueza pt. „First To Stay”. W 2019 opublikował 2 single oraz wystąpił w 1 gościnnie. W 2020 roku wydał aż 3 single: „Halba”, „Yjeek Youm” oraz „You Got That (Hometown Smile)”.

## Dyskografia

### Minialbumy
| Rok  | Dane dot. albumu                                                                                          |
| ---- | --- |
| 2017 | 3:11 AM - Wydany: 30 października 2017 - Wytwórnia: Corite - Format: digital download, media strumieniowe |

### Single
Jako główny artysta
| Rok                                                       | Tytuł                           | Najwyższe pozycje na listach | Album        |
| Rok                                                       | Tytuł                           | MLT                          | Album        |
| --------------------------------------------------------- | ------------------------------- | ---------------------------- | ------------ |
| 2015                                                      | „Stand Tall”                    | 7                            | –            |
| 2016                                                      | „Talk to Me”                    | 1                            | –            |
| 2018                                                      | „Do You Remember Me?”           | 3                            | –            |
| 2019                                                      | „What We Were”                  | 4                            | –            |
| 2019                                                      | „Istanbul”                      | –                            | –            |
| 2020                                                      | „Halba”                         | –                            | –            |
| 2020                                                      | „Yjeek Youm” (arab. „يجيك يوم”) | –                            | –            |
| 2020                                                      | „You Got That (Hometown Smile)” | –                            | 3:11 AM (EP) |
| 2021                                                      | „Us Against the World”          | 7                            | –            |
| „–” oznacza, że singiel nie był notowany na danej liście. |                                 |                              |              |

Jako artysta gościnny
| Rok  | Tytuł                                                                                   | Album |
| ---- | --------------------------------------------------------------------------------------- | ----- |
| 2018 | „First To Stay” (Israel Torres oraz Pako Rodriguez, gościnnie: Bahjat i Camila Orantes) | —     |
| 2019 | „Galbek Ween” (Hassan El Shafei, gościnnie: Bahjat)                                     | —     |

Single promocyjne
| Rok                                                       | Tytuł            | Najwyższe pozycje na listach | Najwyższe pozycje na listach | Album        |
| Rok                                                       | Tytuł            | MLT                          | EGY (iTunes)                 | Album        |
| --------------------------------------------------------- | ---------------- | ---------------------------- | ---------------------------- | ------------ |
| 2017                                                      | „Say It”         | 1                            | –                            | 3:11 AM (EP) |
| 2017                                                      | „Hometown Smile” | –                            | 72                           | 3:11 AM (EP) |
| 2017                                                      | „Come Back”      | –                            | –                            | 3:11 AM (EP) |
| „–” oznacza, że singiel nie był notowany na danej liście. |                  |                              |                              |              |

### Teledyski
| Tytuł                           | Rok                 | Reżyseria                               | Produkcja                      | Źr.                 |                     |
| Jako główny artysta             | Jako główny artysta | Jako główny artysta                     | Jako główny artysta            | Jako główny artysta | Jako główny artysta |
| ------------------------------- | ------------------- | --------------------------------------- | ------------------------------ | ------------------- | ------------------- |
| „Stand Tall”                    | 2015                | Matthew James Borg                      | Trevor Kissaun                 | [ 13 ]              |                     |
| „Talk to Me”                    | 2016                | Nadya Cachia                            | V Sqaured                      | [ 31 ]              |                     |
| „Say It”                        | 2017                | N/A                                     | David Strääf, Markus Videsäter | [ 32 ]              |                     |
| „Do You Remember Me?”           | 2018                | N/A                                     | Bahjat                         | [ 33 ]              |                     |
| „What You Were”                 | 2019                | nieznani                                | Bahjat                         | [ 34 ]              |                     |
| „Istanbul”                      | 2019                | nieznani                                | nieznani                       | [ 35 ]              |                     |
| „Halba”                         | 2020                | Daniel Larsson, Sniff Child Productions | Gusten Dahlqvist, Bahjat       | [ 36 ]              |                     |
| „Yjeek Youm”                    | 2020                | Daniel Larsson, Sniff Child Productions | Gusten Dahlqvist, Bahjat       | [ 37 ]              |                     |
| „You Got That (Hometown Smile)” | 2020                | N/A                                     | N/A                            | [ 38 ]              |                     |
| „Youm Wara Youm”                | 2021                | Kasualboi                               | Kasualboi                      | [ 39 ]              |                     |

## Nagrody i nominacje
| Rok  | Konkurs                               | Kategoria                      | Tytułem    | Rezultat  |
| ---- | ------------------------------------- | ------------------------------ | ---------- | --------- |
| 2020 | International Songwriting Competition | POP/TOP 40                     | „Istanbul” | Wygrana   |
| 2021 | International Songwriting Competition | ISC People’s Voice, POP/TOP 40 | „Istanbul” | Nominacja |